# گودال‌غوک‌ها
گودال‌غوک‌ها (نام علمی: Phrynobatrachus) یک سرده از قورباغه‌های زیر صحرای آفریقا استکه خانواده تک‌نماد Phrynobatrachidae را تشکیل می‌دهد. نام رایج آن‌ها قورباغه‌های گودالی، قورباغه‌های گودالی کوتوله، قورباغه‌های حوضچه‌ای آفریقایی یا قورباغه‌های رودخانه‌ای آفریقایی است. نام رایج قورباغه‌های حوضچه‌ای به این واقعیت اشاره دارد که بسیاری از گونه‌ها در آب‌های موقتی مانند گودال‌ها زادآوری می‌کنند.
گودال‌غوک‌ها، یکی از رایج‌ترین دوزیستان در قارهٔ آفریقا است. آنها معمولاً کوچک هستند (عمدتاً کمتر از ۳۰ میلیمتر (۱٫۲ اینچ)) و سریع حرکت می‌کنند. آنها زیستگاه‌های مختلفی از ساوانای خشک تا جنگل‌های بارانی را اشغال می‌کنند. اکثر گونه‌ها تخم‌های کوچک زیادی را به عنوان یک دسته‌تخم سطحی در آب ایستاده یا به آرامی در حال حرکت می‌گذارند.